# 쿨 브리타니아

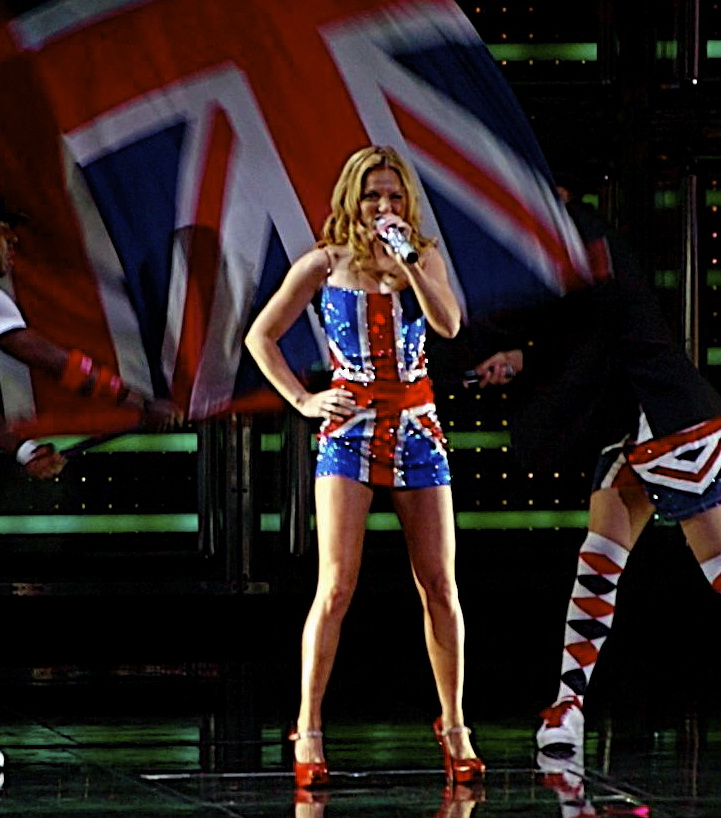
'쿨 브리타니아'를 대표했던 스파이스 걸스의 멤버 게리 할리웰 (2009년). 1997년 브릿 어워즈에서 입었던 유니언 잭 드레스 의상을 재현하였다.

쿨 브리타니아(영어: Cool Britannia)는 1990년대 들어 활기찬 모습을 보인 영국 문화를 가리키는 말로, 1960년대 브리티시 인베이젼으로 대표되는 영국 팝 문화에서 영감을 받아 생겨난 표현이다. 스파이스 걸스, 블러, 오아시스로 대표되는 브릿팝의 흥행은 70~80년대 격동의 세월을 보냈던 영국 사회를 새로운 낙관론으로 흘러가게 만들었으며, 마침 1997년 정권교체로 '신 노동당'을 표방하던 토니 블레어 정부에서 영국의 낡은 이미지를 벗고 젊은 모습으로 나아간다는 국민 운동을 전개하기까지 했다.
원래 쿨 브리타니아라는 명칭은 영국의 준 애국가인 '룰 브리타니아' (Rule Britannia)를 살짝 비튼 말장난이었다.

## 어원
'쿨 브리타니아'라는 말은 1967년 영국의 코미디 밴드 본조 도그 두 다 밴드가 발표한 노래 제목으로 유명하지만, 90년대 들어 쓰이게 된 표어와 직접적인 관련은 없다. 이후 '쿨 브리타니아'란 말이 대중 앞에 다시 등장한 것은 그로부터 30년 뒤인 1996년 초, 미국의 아이스크림 브랜드 벤 & 제리스의 등록상표로 쓰이면서부터였다.
이 '쿨 브리타니아'란 표현은 마침 부흥의 기운이 감돌던 영국 문화업계를 적절하게 담는 듯 보였다. 특히 1996년 말 <뉴스위크>에서 런던의 새로운 문화를 소개하는 커버로 '세상에서 가장 쿨한 도시 속으로' (Inside the world's coolest city)라는 제목을 내걸었고, 이를 여러 매체와 광고에서 차용하면서 하나의 신조어로 자리잡았다.
더구나 이듬해인 1997년 영국 총선에서 토니 블레어 대표의 노동당이 18년간의 보수당 집권을 끝내고 압도적인 정권교체를 이뤄내면서, 젊고 새롭고 활기찬 기운이 영국 사회의 긍정적 분위기를 이끌고 있다는 보도가 잇따르면서, '쿨 브리타니아'란 표현은 이 시기를 표현하는 데 있어 더더욱 많이 쓰이게 되었다.

## 같이 보기
- 친영
- 브리티시 인베이전